# Lava Crag
Der Lava Crag (englisch; polnisch Lawowa Turnia) ist ein 173 m hoher Felsvorsprung auf King George Island im Archipel der Südlichen Shetlandinseln. Er ragt oberhalb der Destruction Bay auf.
Polnische Wissenschaftler benannten ihn 1984. Namensgebend ist die basaltische Lava des benachbarten Schichtvulkans Melville Peak, mit der der Felsen bedeckt ist.